# Naissance en 1077
Naissance
- 1073
- 1074
- 1075
- 1076
- 1077
- 1078
- 1079
- 1080
- 1081

Cette page dresse une liste de personnalités nées au cours de l'année 1077 :
- 24 mars : Abd al Qadir al-Jilani, faqîh et soufiste.

- Joseph ibn Migash, rabbin andalou.
- Ramapala (en), roi des Pala.
- Ye Mengde (en), poète et ministre chinois.
- Anantavarman Chodaganga (en), roi du Ganga de l'est (en) (Inde).

## Crédit d'auteurs
- Cet article est partiellement ou en totalité issu de l'article intitulé « 1077 » (voir la liste des auteurs).